# Динко Туцаковић
Динко Туцаковић (Зеница, 7. јун 1960 — Београд, 19. фебруар 2013) био је српски филмски редитељ, сценариста, критичар и историчар филма.

## Биографија
Динко Туцаковић је рођен у Зеници 7. јуна 1960. године. Завршио је средњу школу у Сарајеву 1978. године и Факултет драмских уметности у Београду, смер филмска и ТВ режија, 1984. године. Као филмски критичар је писао за све Југословенске часописе. Аутор је више филмских књига, а најпознатије су Тајни живот филма (1993) и Странци у рају (1998). Радио је као селектор националних филмских фестивала, члан жирија Фипреција у Ансију, Бечу и Кану 2000. године.
Освојио је више награда на националним филмским фестивалима. Био је управник Музеја кинотеке, председавајући Савета ФЕСТ-а. Као филмски критичар је радио за часопис Време. Снимио је два целовечерња играна филма Шест дана јуна (1985) и Доктор Реј и ђаволи (2012). Године 2002. је завршио филм Држава мртвих који је започео редитељ Живојин Павловић 1998. године.
Умро је 19. фебруара 2013. у Београду. Сахрањен је 22. фебруара на београдском гробљу Лешће.

## Филмографија
| Год.   | Назив                  | Жанр  | Награда |
| ------ | ---------------------- | ----- | ------- |
| 1980-е |                        |       |         |
| 1982.  | Пикник                 | драма |         |
| 1983.  | Подијум-Жарко Лаушевић | драма |         |
| 1985.  | Шест дана јуна         | драма |         |
| 1990.  | Берниша, јача од смрти | драма |         |
| 1990-е |                        |       |         |
| 1999.  | Јасмина и рат          | драма |         |
| 2000-е |                        |       |         |
| 2002.  | Држава мртвих          | драма |         |
| 2004.  |                        | драма |         |
| 2007.  | Забрањени без забране  | драма |         |
| 2010-е |                        |       |         |
| 2012.  | Доктор Реј и ђаволи    | драма |         |
| 2012.  | Срби у Холивуду        | драма |         |